# Moltrasio
Moltrasio is een gemeente in de Italiaanse provincie Como (regio Lombardije) en telt 1796 inwoners (31-12-2004). De oppervlakte bedraagt 8,9 km², de bevolkingsdichtheid is 197,64 inwoners per km².

## Demografie
Moltrasio telt ongeveer 818 huishoudens. Het aantal inwoners daalde in de periode 1991-2001 met 7,7% volgens cijfers uit de tienjaarlijkse volkstellingen van ISTAT.
| Jaar | Inwoneraantal |
| ---- | ------------- |
| 1991 | 1916          |
| 2001 | 1768          |

## Geografie
De gemeente ligt op ongeveer 247 m boven zeeniveau.
Moltrasio grenst aan de volgende gemeenten: Blevio, Carate Urio, Cernobbio, Schignano, Torno.